# Coelostathma
Coelostathma là một chi bướm đêm thuộc phân họ Tortricinae của họ Tortricidae.

## Các loài
- Coelostathma binotata Walsingham, 1913
- Coelostathma contigua Meyrick, 1926
- Coelostathma discopunctana Clemens, 1860
- Coelostathma immutabilis Meyrick, 1926
- Coelostathma insularis Brown & Miller, 1999
- Coelostathma parallelana Walsingham, 1897